# H. K. Porter Incorporated

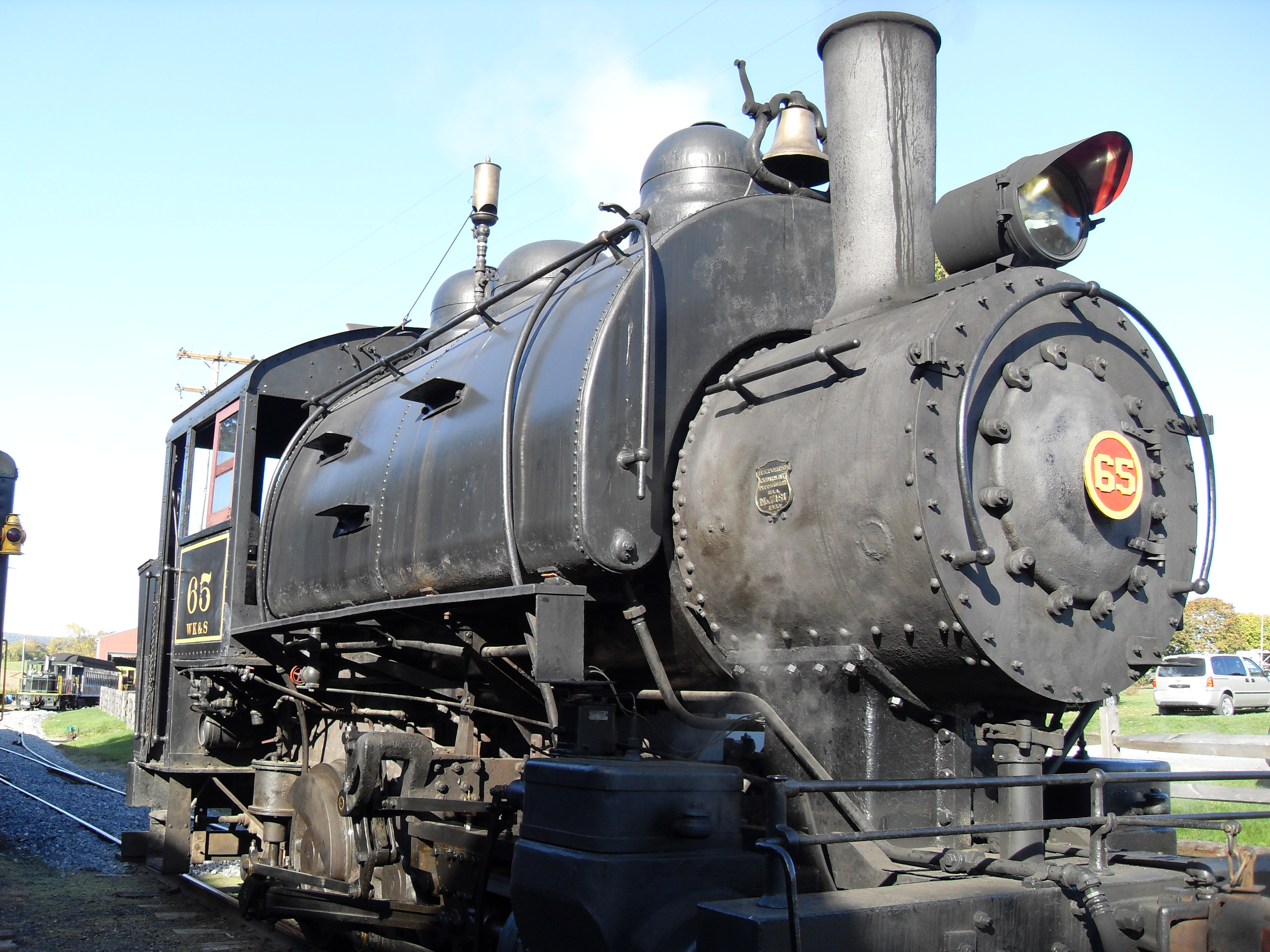
Locomotiva 0-3-0 costruita dalla H. K. Porter nel 1930 in una sede museale

La H. K. Porter, Inc. è stata una industria costruttrice di locomotive di piccola potenza degli USA divenendo presto la più grande costruttrice di locomotive industriali.

## Storia
Nel 1866 Henry Kirke Porter e John Y. Smith fondarono la società Smith & Porter a Pittsburgh,  Pennsylvania per la produzione e riparazione di macchine industriali. Il primo ordine per la costruzione di locomotive giunse il 4 marzo del 1867 da parte della "New Castle Railroad and Mining Company", una ferrovia mineraria, e in seguito la fabbrica si specializzò per la costruzione di locomotive a due assi, locotender e piccole locomotive per ferrovie industriali e minerarie.
Nel 1871 in seguito ad un grave incendio che distrusse la fabbrica e una dozzina di macchine in costruzione la società si sciolse. Smith formò una nuova società, la "Smith & Dawson Locomotives", che poi diverrà la National Locomotive Works.  Porter invece entrò in società con Arthur W. Bell formando la "Porter, Bell & Co." che iniziò con la costruzione di una locomotiva per la "Jackson Furnace Co." del Michigan. In seguito la società si espanse includendo anche la produzione di materiale leggero per passeggeri e merci in particolare per ferrovie a scartamento ridotto; la produzione di locomotive era giunta a 223 unità quando Arthur Bell morì, nel maggio del 1878.
Henry K. Porter continuò da solo formando la "H. K. Porter & Co." che si impose come importante azienda produttrice di locomotive speciali e modulari con parti facilmente intercambiabili e in grado di implementare un modello su specifica del cliente in poco tempo.
Nel 1890 la "Porter" produsse la sua prima locomotiva ad aria compressa per una miniera di carbone della Pennsylvania divenendo presto leader assoluta del mercato americano entro il 1900. Nel 1899 la società cambiò la ragione sociale in "H. K. Porter Co., Inc." ed estese i propri stabilimenti. Nel 1911 venne prodotta la prima locomotiva con motore termico e nel 1915 la prima Locomotiva ad accumulatore di vapore. Dopo l'espansione degli anni venti ebbe inizio il declino e nel 1939 arrivò la bancarotta.
La fabbrica venne rilevata da Thomas Mellon Evans e fusa con altre per riprendere la produzione approfittando degli incrementi di richiesta di locomotive durante la seconda guerra mondiale. Nel dopoguerra tuttavia venne meno la richiesta e la società si trasformò in una "Holding" con altri tipi di attività.
L'ultima locomotiva venne prodotta nel 1950 per una industria del Brasile. Quanto rimaneva delle attrezzature e dei materiali atti alla costruzione di locomotive venne ceduta alla Davenport Locomotive Works dello Iowa.